# TTK Großburgwedel
Der TTK Großburgwedel Tischtennis ist ein deutscher Tischtennisverein aus Burgwedel, einer Stadt in der Region Hannover, Niedersachsen. Der Verein wurde am 14. Januar 2002 von Uwe Beutel, Denise Kleinert, Henning Bruns, Detlef Bernhardt und Olaf Mindermann gegründet und hat sich zu einer konstanten Kraft im deutschen Tischtennissport entwickelt. Entsprungen ist dieser im Zuge der Auflösung des TTFC Burgwedel, der seinerzeit in der 1. Bundesliga spielte. Durch die Spielklassenübernahme ist der Verein mit seinem Damenteam seit der Gründung ohne Unterbrechung auf Bundesebene aktiv. In der Historie wurden die Damen Meister der 3. Bundesliga Nord (2016/17) und der Regionalliga Nord (2004/05, 2012/13; damals 3. Liga). Deutsche Meister der Jugend wurden Amélie Rocheteau mit Caroline Hajok 2016 (Doppel), Platz 2 errang Lotta Rose 2016, 3. Plätze für den TTK belegten Annika Woltjen 2007 und Amélie Rocheteau 2016. Bei den Weltmeisterschaften 2006 holte Friedrich Ossenkopp in der Altersklasse 65 Bronze im Einzel.
Der Verein legt großen Wert auf die Förderung des Nachwuchses und betreibt eine erfolgreiche Jugendarbeit. Zahlreiche talentierte junge Spieler haben ihre Karriere beim TTK Großburgwedel Tischtennis begonnen und sind mittlerweile in höheren Spielklassen aktiv. Der Verein verfügt über moderne Trainingsmöglichkeiten und engagiert qualifizierte Trainer, um das Leistungsniveau der Spieler kontinuierlich zu steigern. Neben dem sportlichen Erfolg ist dem Verein auch die Gemeinschaft und der Zusammenhalt innerhalb des Vereins wichtig. Regelmäßige Veranstaltungen und gemeinsame Aktivitäten stärken das Vereinsleben. 

## Damen spielen über 20 Jahre auf Bundesebene

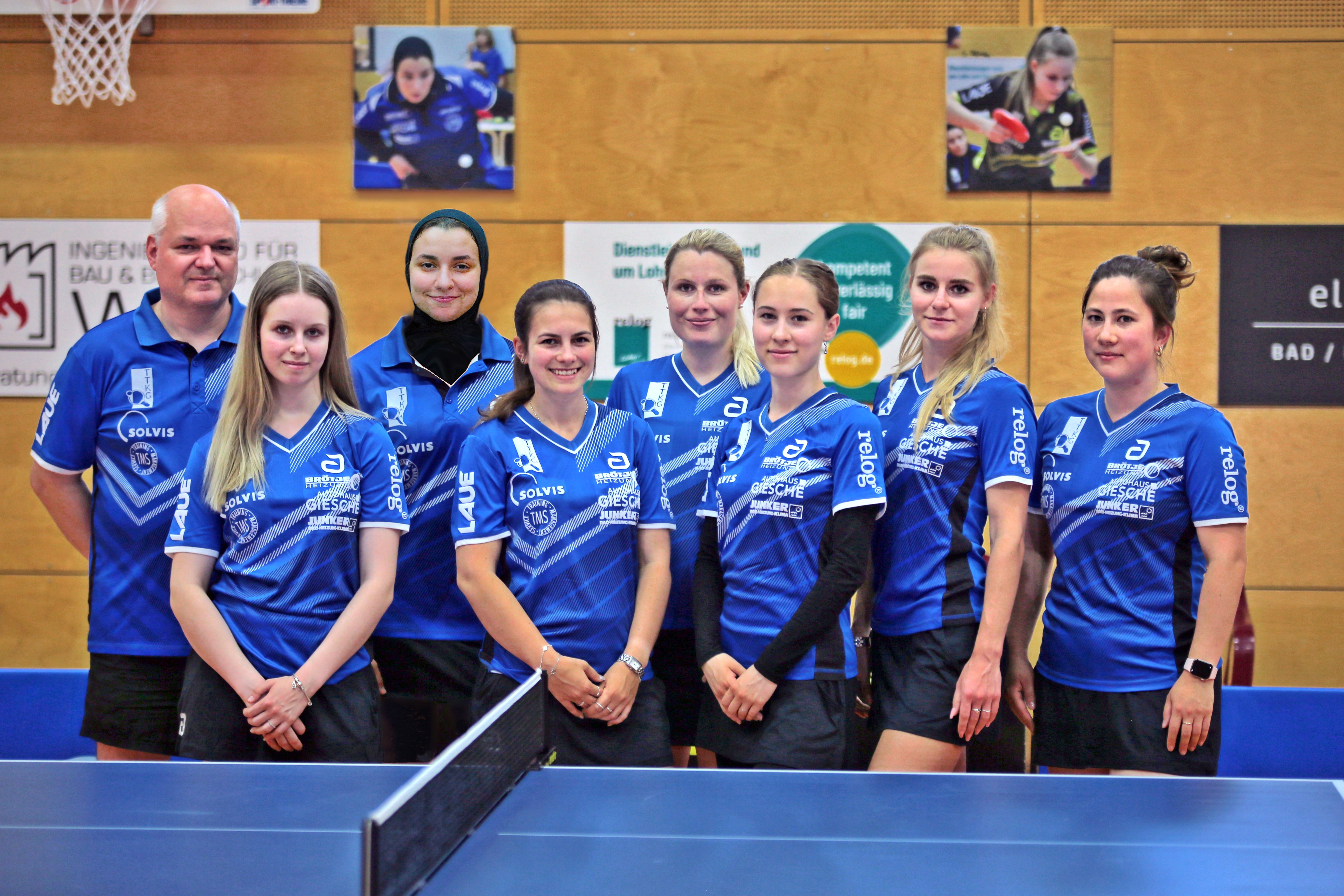
1. Damen der Saison 2022/23 (3. Bundesliga Nord)

Der TTK Großburgwedel übernahm 2002 die Spielklassen des TTFC Burgwedel, dadurch spielt der Verein von Anfang an auf der Bundesebene. Aushängeschild dabei ist die Damenmannschaft. In der Historie taten sich einige Spielerinnen durch ihre Aktivenzeit in der 1. Damen besonders hervor: Kadrina Junker (14 Jahre), Natalie Horak (10 Jahre), Dijana Milosevic (ehem. Holoková, Holok, 9 Jahre), Amélie Rocheteau (7 Jahre), Aida Rahmo (9 Jahre), Elisa Chiappetta (ehem. Füldner, 6 Jahre), Jessika Xu (6 Jahre), Nina Tschimpke (6 Jahre). Die bulgarische Nationalspielerin Polina Dobreva (ehem. Trifonova) und die ehemalige deutsche Nationalspielerin Laura Matzke verstärkten die Mannschaft in der 2. Bundesliga ebenfalls. Teamchef über die Jahre war und ist Michael Junker, der langjährig auch das Coaching am Tisch übernahm. Zu der Saison 2022/23 wechselte die komplette Mannschaft vom Ligarivalen Hannover 96 zum TTK. Aktuell spielt die 1. Damen mit Caroline Hajok, Aida Rahmo, Maria Panarina, Maria Shiiba, Madlin Heidelberg und Julia Samira Stranz. Trainiert wird die Mannschaft von Natalie Horak. Heute spielt das Team in der 3. Bundesliga Nord. 

## Herren spielten bis zur Verbandsliga
Durch die Spielklassenübernahme konnten die Herren des TTK zwar in der Verbandsliga starten, allerdings bewirkte der Aderlass Jahr für Jahr den Schritt in die Bezirksebene. Rekordspieler für die 1. Herren des TTK ist Michael Junker (22 Jahre) vor Ulrich Wegler (11 Jahre), Alexander Thomas, Hans-Dieter Reimann (jeweils 9 Jahre) und Kianusch Yousefikejani (8 Jahre). Heute spielte das Team in der Bezirksliga und integriert die vereinseigenen Jugendspieler.